# Conjecture de Poincaré
La conjecture de Poincaré est une conjecture mathématique du domaine de la topologie algébrique portant sur la caractérisation d'une variété particulière, la sphère de dimension trois ; elle fut démontrée en 2002 par le Russe Grigori Perelman. On peut ainsi également l'appeler théorème de Perelman.
Elle faisait jusqu'alors partie des problèmes de Smale et des sept « problèmes du prix du millénaire » recensés et mis à prix en 2000 par l'Institut de mathématiques Clay. En 2006, cette démonstration a été validée par l'attribution à Grigori Perelman d'une médaille Fields, qu'il a d'ailleurs refusée ; de plus, en mars 2010, l'institut Clay lui a officiellement décerné le prix du millénaire, qu'il a également refusé, en raison du refus de décerner également le prix à Richard S. Hamilton, dont le travail a servi de fondation au théorème de Perelman.

## Historique

### Formulation
La question fut posée pour la première fois par Henri Poincaré dans son article de 1904, « Cinquième complément à l'Analysis Situs », et peut s'énoncer aujourd'hui ainsi :
Toute 3-variété compacte sans bord et simplement connexe est-elle homéomorphe à la 3-sphère ?
Dans sa formulation originale de 1904 :
« Est-il possible que le groupe fondamental de V se réduise à la substitution identique, et que pourtant V ne soit pas simplement connexe ? » (la terminologie signifiant aujourd'hui « ne soit pas une sphère »)
Poincaré ajouta en conclusion, avec beaucoup de clairvoyance : « mais cette question nous entraînerait trop loin ».
Plus vulgairement, il s'agit de déterminer si « un objet à trois dimensions » donné possédant les mêmes propriétés que celles d'une sphère 3D (dont notamment toutes les boucles peuvent être « resserrées » en un point) est bien seulement une déformation d'une sphère tridimensionnelle (la sphère ordinaire — surface dans l'espace ordinaire — possède seulement deux dimensions).
Aucune 3-variété sans bord autre que {\displaystyle \mathbb {R} ^{3}} (l'espace ordinaire, non compact) ne peut être dessinée proprement comme objet dans l'espace ordinaire à trois dimensions. C'est l'une des raisons pour lesquelles il est difficile de visualiser mentalement le contenu de la conjecture.

### Démonstration
Vers la fin de l'année 2002, des publications sur arXiv,, de Grigori Perelman, de l'Institut de mathématiques Steklov de Saint-Pétersbourg, laissent penser qu'il pourrait avoir trouvé une preuve de la « conjecture de géométrisation » (voir ci-dessous), mettant en œuvre un programme décrit plus tôt par Richard S. Hamilton. En 2003, il publia un deuxième rapport et donna une série de conférences aux États-Unis. En 2006, un consensus d'experts a conclu que le travail récent de Perelman en 2003 résolvait ce problème,,, près d'un siècle après son premier énoncé. Cette reconnaissance a été annoncée officiellement lors du congrès international des mathématiciens le 22 août 2006 à Madrid au cours duquel la médaille Fields lui a été décernée conjointement avec trois autres mathématiciens. Cependant Perelman a refusé la médaille, et laissé entendre qu'il refuserait également le prix Clay. Ce prix lui a été décerné le 18 mars 2010,, prix accompagné d'une récompense d'un million de dollars, et il l'a effectivement refusé. D'après Aleksandr Zabrovsky, qui prétend avoir obtenu de lui une interview, il aurait déclaré au journal Komsomolskaïa Pravda le 29 avril 2011 :

« Pourquoi ai-je mis tant d'années pour résoudre la conjecture de Poincaré ? J'ai appris à détecter les vides. Avec mes collègues, nous étudions les mécanismes visant à combler les vides sociaux et économiques. Les vides sont partout. On peut les détecter et cela donne beaucoup de possibilités… Je sais comment diriger l'Univers. Dites-moi alors, à quoi bon courir après un million de dollars ? »

Mais cette affirmation de Zabrovsky est controversée, plusieurs journalistes niant l'authenticité de cette interview,,.

## Éléments liés à la preuve de la conjecture
Si la conjecture a induit une longue liste de preuves incorrectes, certaines d'entre elles ont toutefois mené à une meilleure compréhension de la topologie en petites dimensions.
Sa résolution est liée au problème de classification des variétés de dimension 3. Une classification des variétés de dimension 3 est généralement considérée comme la production d'une liste de toutes les variétés de dimension 3 à un homéomorphisme près (sans répétition).
Une telle classification est équivalente à un algorithme de reconnaissance, qui pourrait vérifier si deux variétés de dimension 3 sont homéomorphes ou pas.
On peut ainsi considérer la conjecture de Poincaré comme un cas particulier de la conjecture de géométrisation de Thurston.
Cette dernière conjecture, une fois prouvée (ce qu'a fait Perelman en 2003), achève la question de la classification des variétés de dimension 3.
Les seules parties de la conjecture de géométrisation qu'il restait à démontrer après sa formulation par Thurston vers 1980, étaient appelées la conjecture d'« hyperbolisation » et la conjecture d'« elliptisation ».
La conjecture d'« elliptisation » déclare que toute variété de dimension 3 fermée ayant un groupe fondamental fini a une géométrie sphérique, c'est-à-dire est couverte par la 3-sphère. La conjecture de Poincaré correspond au cas où le groupe fondamental est trivial.

## Problèmes mathématiques reliés
Des conjectures analogues à celles de Poincaré dans des dimensions autres que 3 peuvent également être formulées :
Toute variété compacte de dimension n qui est homotopiquement équivalente à la sphère unité est homéomorphe à la sphère unité.
La conjecture de Poincaré donnée précédemment apparaît comme le cas particulier n = 3.
La difficulté de la basse dimension en topologie est accentuée par le fait que tous les résultats analogues avaient été prouvés :
- en dimension n = 4, de loin la plus difficile[16], par Michael Freedman en 1982 ;
- en dimension n = 5, par Erik Christopher Zeeman en 1961 ;
- en dimension n = 6, par John R. Stallings en 1962 ;
- pour n ≥ 7 par Stephen Smale en 1961 (il étendit par la suite sa démonstration à tout n ≥ 5),

alors que la version à trois dimensions originale de la conjecture de Poincaré demeurait sans solution.

### Article annexe
- Voyages au pays des maths